# 에두아르 모르티에
아돌프 에두아르 카시미르 조제프 모르티에(Adolphe Édouard Casimir Joseph Mortier, 1768년 2월 13일~1835년 7월 28일)는 프랑스의 장군이자 나폴레옹 군대의 원수이다.
프랑스 혁명 전쟁 때 북부군, 도나우군, 헬베티아군에서 복무했으며, 1799년 장군이 되어 1800년 5월 파리 방어를 맡은 제10사단 사령관이 되었다.
아미앵 화약이 깨진 뒤 1803년 4월 하노버 공국을 점령했고 1805년 11월 오스트리아 뒤른슈타인 전투에서 미하일 쿠투조프가 이끄는 러시아군에게 패했고 1806년~1807년 프로이센 원정에 참여했으며, 1808년 스페인 반도 전쟁 때에는 사라고사를 포위하고 오카냐 전투에서는 스페인 군대 6만 명을 격파했다.
1814년 제1차 왕정복고 때 귀족으로 인정받았으나 1815년 100일 천하 때 나폴레옹 편으로 갔었기 때문에 제2차 왕정복고 후 불신되어 1819년에 다시 귀족으로 인정받았다. 1830년 7월 혁명으로 샤를 10세가 폐위되고 루이 필리프가 왕위에 오르자 총리 겸 육군장관을 지내다가 1835년 혁명가 주세페 피에스키가 루이 필리프를 암살하려고 쏜 총에 대신 맞아 암살당했다.

## 같이 보기
- 개선문에 새겨진 이름들